# Саргода
Саргода (урд. سرگودھا) је град у Пакистану у покрајини Панџаб. Према процени из 2006. у граду је живело 554.547 становника.

## Становништво
Према процени, у граду је 2006. живело 554.547 становника.
| 1981.   | 1998.   | 2006.   |
| ------- | ------- | ------- |
| 291.362 | 455.360 | 554.547 |